# Castel San Lorenzo Barbera riserva
Il Castel San Lorenzo Barbera riserva è un vino DOC la cui produzione è consentita nella provincia di Salerno, in particolare nel paese di Castel San Lorenzo.

## Caratteristiche organolettiche
- colore: rubino più o meno intenso, tendente al granato se invecchiato.
- odore: vinoso, caratteristico, gradevole, intenso.
- sapore: asciutto, giustamente tannico ed acidulo da giovane

## Produzione
Provincia, stagione, volume in ettolitri
- nessun dato disponibile